# Matabuena
Matabuena er en by og kommune i det centrale Spanien i provinsen Segovia. Den har et indbyggertal på 207 (2024) indbyggere.